# 1370 Hella
Hella (asteróide 1370) é um asteróide da cintura principal, a 1,8669287 UA. Possui uma excentricidade de 0,1704013 e um período orbital de 1 233,04 dias (3,38 anos).
Hella tem uma velocidade orbital média de 19,8546804 km/s e uma inclinação de 4,80683º.
Esse asteróide foi descoberto em 31 de Agosto de 1935 por Karl Reinmuth.